# Памятник Юрию Никулину
Памятник Юрию Никулину в Москве установлен на Цветном бульваре перед зданием Московского цирка Никулина.

## История
Памятник Юрию Никулину был открыт 3 сентября 2000 г. перед зданием цирка, в котором актёр и клоун проработал более полувека. Памятник представляет собой бронзовую фигуру Никулина, садящегося в припаркованный кабриолет Adler Trumpf, который известен по фильму «Кавказская пленница» (автомобиль, снимавшийся в фильме, принадлежал лично Никулину). Никулин одет в свой клоунский пиджачок с галстуком и шляпу-канотье. И актёр, и его автомобиль отлиты из бронзы, причём кабриолет был сделан с чуть меньшими размерами, чем оригинал. Вместо номеров на автомобиле закреплена табличка с надписью «Юрий Никулин». Для работы использовались фотографии кабриолета, ныне находящегося в частной коллекции.
Автором памятника выступил скульптор Александр Рукавишников. Вначале предполагались иные композиционные решения, например, с цирковыми трапециями или с грустным Никулиным и опускающимся занавесом, но в итоге победила идея объединить и цирк, и кино.
Памятник создавался в течение двух лет. Кабриолет был отлит в Минске, а более сложную фигуру актёра пришлось отливать в Италии. Всего вес скульптурной композиции составляет 3,5 тонны. Изготовление памятника обошлось в 350 тысяч долларов США, оно было профинансировано ЗАО «Цирк Юрия Никулина», открывшим фонд по сбору средств и пожертвований, а во время церемонии открытия памятник был официально передан в дар Москве. Перед открытием памятника его никто не охранял, поэтому директору мастерской пришлось ночевать рядом с ним.
Вначале памятник хотели установить прямо на проезжей части, где паркуются обычные автомобили, но эта идея не была поддержана московской ГИБДД, и памятник поставили на тротуаре.
Примечательный памятник прохожие считают своим долгом потереть на счастье, в результате чего нос, некоторые части одежды Никулина и сиденья автомобиля отполированы до блеска. В 2013 г. прошла акция, во время которой памятник был отмыт от пыли и грязи.